# PGA Tour 2017
El PGA Tour 2017  es la edición número 102 de la PGA Tour, y el 50.º desde la separación de la PGA de América. La temporada comenzó el 13 de octubre de 2016.

## Calendario
En la siguiente tabla se enumeran los eventos oficiales para 2016-17
| Fecha            | Torneo                                    | Lugar              | Ganador                             | OWGR puntos | Premio ($) | Premio al ganador ($) | Notas                           |
| ---------------- | ----------------------------------------- | ------------------ | ----------------------------------- | ----------- | ---------- | --------------------- | ------------------------------- |
| 16 de octubre    | Safeway Open                              | California         | Brendan Steele (2)                  | 38          | 6,000,000  | 1,080,000             |                                 |
| 23 de octubre    | CIMB Classic                              | Malaysia           | Justin Thomas (2)                   | 50          | 7,000,000  | 1,260,000             | Co-sancionado con el Asian Tour |
| 30 de octubre    | WGC-HSBC Champions                        | China              | Hideki Matsuyama (3)                | 70          | 9,500,000  | 1,620,000             | Campeonato Mundial de Golf      |
| 30 de octubre    | Sanderson Farms Championship              | Misisipi           | Cody Gribble (1)                    | 24          | 4,200,000  | 756,000               | Evento alternativo              |
| 6 de noviembre   | Shriners Hospitals for Children Open      | Nevada             | Rod Pampling (3)                    | 36          | 6,600,000  | 1,188,000             |                                 |
| 13 de noviembre  | OHL Classic at Mayakoba                   | México             | Pat Perez (2)                       | 30          | 7,000,000  | 1,260,000             |                                 |
| 21 de noviembre  | RSM Classic                               | Georgia            | Mackenzie Hughes (1)                | 32          | 6,000,000  | 1,080,000             |                                 |
| 8 de enero       | SBS Tournament of Champions               | Hawái              | Justin Thomas (3)                   | 50          | 6,100,000  | 1,220,000             | Los ganadores de sólo evento    |
| 15 de enero      | Sony Open in Hawaii                       | Hawái              | Justin Thomas (4)                   | 50          | 6,000,000  | 1,080,000             |                                 |
| 22 de enero      | CareerBuilder Challenge                   | California         | Hudson Swafford (1)                 | 42          | 5,800,000  | 1,044,000             |                                 |
| 29 de enero      | Farmers Insurance Open                    | California         | Jon Rahm (1)                        | 54          | 6,700,000  | 1,206,000             |                                 |
| 5 de febrero     | Waste Management Phoenix Open             | Arizona            | Hideki Matsuyama (4)                | 56          | 6,700,000  | 1,206,000             |                                 |
| 12 de febrero    | AT&T Pebble Beach Pro-Am                  | California         | Jordan Spieth (9)                   | 52          | 7,200,000  | 1,296,000             |                                 |
| 19 de febrero    | Genesis Open                              | California         | Dustin Johnson (13)                 | 66          | 7,000,000  | 1,260,000             |                                 |
| 26 de febrero    | The Honda Classic                         | Florida            | Rickie Fowler (4)                   | 54          | 6,400,000  | 1,152,000             |                                 |
| 5 de marzo       | WGC-Mexico Championship                   | México             | Dustin Johnson (14)                 | 76          | 9,750,000  | 1,660,000             | Campeonato Mundial de Golf      |
| 12 de marzo      | Valspar Championship                      | Florida            | Adam Hadwin (1)                     | 48          | 6,300,000  | 1,134,000             |                                 |
| 19 de marzo      | Arnold Palmer Invitational                | Florida            | Marc Leishman (2)                   | 62          | 8,700,000  | 1,566,000             | Invitational                    |
| 26 de marzo      | WGC-Dell Technologies Match Play          | Texas              | Dustin Johnson (15)                 | 74          | 9,750,000  | 1,660,000             | Campeonato Mundial de Golf      |
| 26 de marzo      | Puerto Rico Open                          | Puerto Rico        | D. A. Points (3)                    | 24          | 3,000,000  | 540,000               | Eevento alternativo             |
| 2 de abril       | Shell Houston Open                        | Texas              | Russell Henley (3)                  | 50          | 7,000,000  | 1,260,000             |                                 |
| 9 de abril       | Masters de Augusta                        | Georgia            | Sergio García (10)                  | 100         | 11,000,000 | 1,980,000             | Torneo majors                   |
| 16 de abril      | RBC Heritage                              | Carolina del Sur   | Wesley Bryan (1)                    | 48          | 6,500,000  | 1,170,000             | Invitational                    |
| 23 de abril      | Valero Texas Open                         | Texas              | Kevin Chappell (1)                  | 38          | 6,200,000  | 1,116,000             |                                 |
| 1 de mayo        | Zurich Classic of New Orleans             | Louisiana          | Jonas Blixt (3) & Cameron Smith (1) | n/a         | 7,100,000  | 1,022,400 (cada uno)  | Evento por equipo               |
| 7 de mayo        | Wells Fargo Championship                  | Carolina del Norte | Brian Harman (2)                    | 50          | 7,500,000  | 1,350,000             |                                 |
| 14 de mayo       | The Players Championship                  | Florida            | Kim Si-woo (2)                      | 80          | 10,500,000 | 1,890,000             | Evento insignia                 |
| 21 de mayo       | AT&T Byron Nelson                         | Texas              | Billy Horschel (4)                  | 50          | 7,500,000  | 1,350,000             |                                 |
| 28 de mayo       | Dean & DeLuca Invitational                | Texas              | Kevin Kisner (2)                    | 50          | 6,900,000  | 1,242,000             | Invitational                    |
| 4 de junio       | The Memorial Tournament                   | Ohio               | Jason Dufner (5)                    | 66          | 8,700,000  | 1,566,000             | Invitational                    |
| 11 de junio      | FedEx St. Jude Classic                    | Tennessee          | Daniel Berger (2)                   | 38          | 6,400,000  | 1,152,000             |                                 |
| 18 de junio      | U.S. Open                                 | Wisconsin          | Brooks Koepka (2)                   | 100         | 12,000,000 | 2,160,000             | Torneo majors                   |
| 25 de junio      | Travelers Championship                    | Connecticut        | Jordan Spieth (10)                  | 52          | 6,800,000  | 1,224,000             |                                 |
| 2 de julio       | Quicken Loans National                    | Maryland           | Kyle Stanley (2)                    | 42          | 7,100,000  | 1,278,000             | Invitational                    |
| 9 de julio       | Greenbrier Classic                        | West Virginia      | Xander Schauffele (1)               | 34          | 7,100,000  | 1,278,000             |                                 |
| 16 de julio      | John Deere Classic                        | Illinois           | Bryson DeChambeau (1)               | 30          | 5,600,000  | 1,008,000             |                                 |
| 23 de julio      | The Open Championship (Abierto Británico) | Inglaterra         | Jordan Spieth (11)                  | 100         | 10,250,000 | 1,845,000             | Torneo majors                   |
| 23 de julio      | Barbasol Championship                     | Alabama            | Grayson Murray (1)                  | 24          | 3,500,000  | 630,000               | Evento alternativo              |
| 30 de julio      | RBC Canadian Open                         | Ontario            | Jhonattan Vegas (3)                 | 38          | 6,000,000  | 1,080,000             |                                 |
| 6 de agosto      | WGC-Bridgestone Invitational              | Ohio               | Hideki Matsuyama (5)                | 76          | 9,750,000  | 1,660,000             | Campeonato Mundial de Golf      |
| 6 de agosto      | Barracuda Championship                    | Nevada             | Chris Stroud (1)                    | 24          | 3,300,000  | 594,000               | Evento alternativo              |
| 13 de agosto     | Campeonato de la PGA                      | Carolina del Norte | Justin Thomas (5)                   | 100         | 10,500,000 | 1,890,000             | Torneo majors                   |
| 20 de agosto     | Wyndham Championship                      | Carolina del Norte | Henrik Stenson (6)                  | 34          | 5,800,000  | 1,044,000             |                                 |
| 27 de agosto     | The Northern Trust                        | Nueva York         | Dustin Johnson (16)                 | 74          | 8,750,000  | 1,575,000             | FedEx Cup Playoffs              |
| 4 de septiembre  | Dell Technologies Championship            | Massachusetts      | Justin Thomas (6)                   | 74          | 8,750,000  | 1,575,000             | FedEx Cup Playoffs              |
| 17 de septiembre | BMW Championship                          | Illinois           | Marc Leishman (3)                   | 72          | 8,750,000  | 1,575,000             | FedEx Cup Playoffs              |
| 24 de septiembre | Tour Championship                         | Georgia            | Xander Schauffele (2)               | 60          | 8,750,000  | 1,575,000             | FedEx Cup Playoffs              |

### Evento no oficiales
Los siguientes eventos no llevan puntos de la FedEx Cup o dinero oficial.
| Fecha           | Torneo                      | Lugar        | Ganador                                           | OWGR puntos | Premio ($) | Premio al ganador ($) | Notas                          |
| --------------- | --------------------------- | ------------ | ------------------------------------------------- | ----------- | ---------- | --------------------- | ------------------------------ |
| 27 de noviembre | Copa Mundial de Golf        | Australia    | Dinamarca Søren Kjeldsen & Thorbjørn Olesen       | n/a         | 8,000,000  | 1,280,000 (cada uno)  | 28 equipos de dos hombres      |
| 4 de diciembre  | Hero World Challenge        | Bahamas      | Hideki Matsuyama                                  | 46          | 3,500,000  | 1,000,000             | 18 jugadores en el campo       |
| 10 de diciembre | Franklin Templeton Shootout | Florida      | Harris English & Matt Kuchar                      | n/a         | 3,100,000  | 385,000 (cada uno)    | 12 equipos de dos jugadores    |
| 19 de junio     | CVS Health Charity Classic  | Rhode Island | Billy Andrade, Keegan Bradley, & Brooke Henderson | n/a         | 1,500,000  | 120,000 (cada uno))   | Seis equipos de tres jugadores |
| 1 de octubre    | Copa Presidente             | New Jersey   | Estados Unidos                                    | n/a         | n/a        | n/a                   | Dos equipos de 12 hombres      |